# Bagarius yarrelli
El goonch (Bagarius yarrelli) es una especie de peces de la familia Sisoridae en el orden de los Siluriformes.

## Morfología
Los machos pueden llegar alcanzar los 200 cm de longitud total.
Número de  vértebras: 40-45.

## Alimentación
Come principalmente gambas, aunque también come peces pequeños e insectos acuáticos.

## Hábitat
Es un pez de agua dulce y de clima tropical.

## Distribución geográfica
Se encuentran en Asia:  cuencas de los ríos Indo y Ganges, cuenca del río Mekong, la mayor parte de la India meridional al este de los Ghats Occidentales hasta Indonesia.

## Uso comercial
Es vendido fresco en los mercados locales.